# Sergej Khachatryan

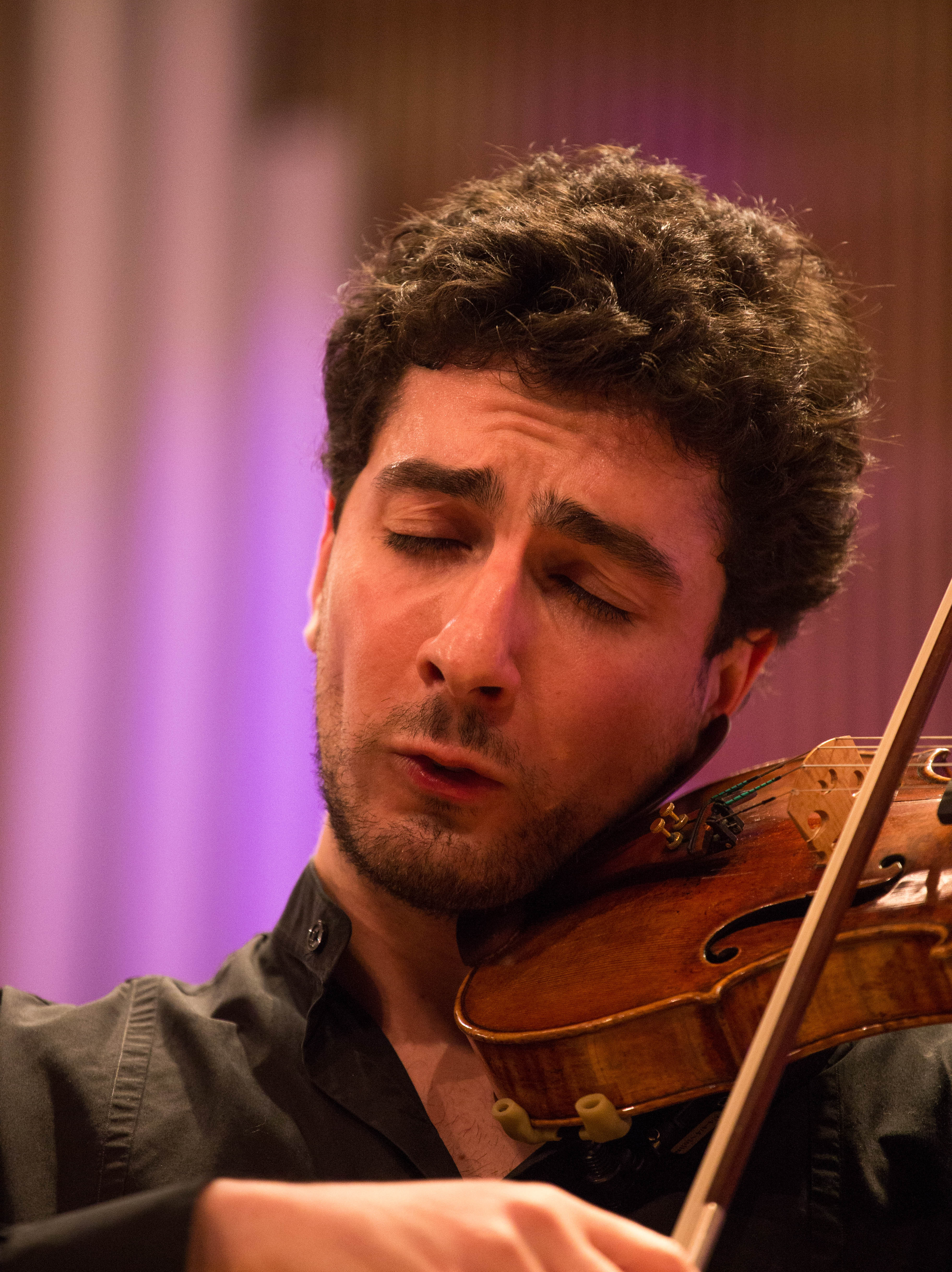
Sergej Khachatryan

Sergej Khachatryan (Սերգեյ Վլադիմիրի Խաչատրյան; Erevan, 5 aprile 1985) è un violinista armeno.

## Biografia
Sergej Khachatryan è nato in una famiglia di musicisti. All’età di sei anni riceve le prime lezioni di violino da Petros Haykazyan in Armenia. Nell 1993 si trasferisce in Germania. Studia con Grigorij Žislin a Würzburg e dal 1996 è allievo di Josef Rissin all’Accademia di Musica di Karlsruhe. Nel 1994 tiene il suo primo concerto a Wiesbaden. Nel 1996, due anni dopo, debutta in ambito cameristico a Marignane, in Francia. Nell’arco dei successivi anni si dedica ai concorsi internazionali. Ottiene premi al Fritz Kreisler Wettbewerbs di Vienna (2000), al Louis Spohr Wettbewerb di Friburgo (2000), al Concorso Jean Sibelius di Helsinki (2000), all’International Violin Competition of Indianapolis (2002), al Concours Reine Élisabeth di Bruxelles (2002). 
Dal 2002 ha iniziato ad incidere per la EMI Classics e poi per Naive. Ha debuttato a New York nel 2006, suonando il Concerto di Beethoven sotto la direzione di Osmo Vänskä.  
Khachatrjan è attualmente borsista della ”Anne-Sophie Mutter Foundation”. 